# Gerrit Glomser
Gerrit Glomser (født 1. april 1975 i Salzburg) er en østrigsk professionel cykelrytter. Han blev professionel i 1998.

## Resultater
- Tour of Austria
  - 2 etaper & GC (2003)
  - 1 etaper& GC (2002)
  - 1 etape (2000-2004-2007)
- Tour de Suisse - ottendeplads (2007)
- National Cyclo-Cross Championship (2000)
  - andenplads (2003)
  - tredjeplads (2006)
- National Road Championship (2005)
  - andenplads (2001)
  - tredjeplads (1995)
- World U23 Road Championship - tredjeplads (1997)
- European U23 Road Championship - tredjeplads (1997)